# Kolpen
Kolpen är en sjö i Skinnskattebergs kommun i Västmanland och ingår i Norrströms huvudavrinningsområde. Sjön är 9 meter djup, har en yta på 0,0584 kvadratkilometer och är belägen 146,1 meter över havet.

## Delavrinningsområde
Kolpen ingår i det delavrinningsområde (664223-149171) som SMHI kallar för Utloppet av Storsjön. Medelhöjden är 141 meter över havet och ytan är 16,09 kvadratkilometer. Räknas de 28 avrinningsområdena uppströms in blir den ackumulerade arean 351,83 kvadratkilometer. Hedströmmen som avvattnar avrinningsområdet har biflödesordning 3, vilket innebär att vattnet flödar genom totalt 3 vattendrag innan det når havet efter 206 kilometer. Avrinningsområdet består mestadels av skog (73 procent). Avrinningsområdet har 3,2 kvadratkilometer vattenytor vilket ger det en sjöprocent på 9,6 procent.